# Luoyang
Luoyang is een stadsprefectuur in het westen van de Chinese provincie Henan. De stad ligt op de Noord-Chinese Vlakte, een van de ontstaansplaatsen van de Chinese beschaving, en was een van de historische hoofdsteden van China (bijvoorbeeld van de Oostelijke Han-dynastie en het koninkrijk Wei). In de stad woonden in 2025 ongeveer 3.8 miljoen mensen. Sinds 2021 wordt de stad ontsloten door een metronetwerk.
De stad grenst in het oosten aan de provinciehoofdstad Zhengzhou, in het zuidoosten aan Pingdingshan, in het zuiden aan Nanyang, in het westen aan Sanmenxia, in het noorden aan Jiyuan en in het noordoosten aan Jiaozuo.
Keizer Guangwu verplaatste in 25 n.Chr. de hoofdstad van Chang'an in het westen naar het 335 km oostelijker gelegen Luoyang. Zo werd de stad hoofdstad van de Oostelijke Han-dynastie tot de val van de dynastie in 220.

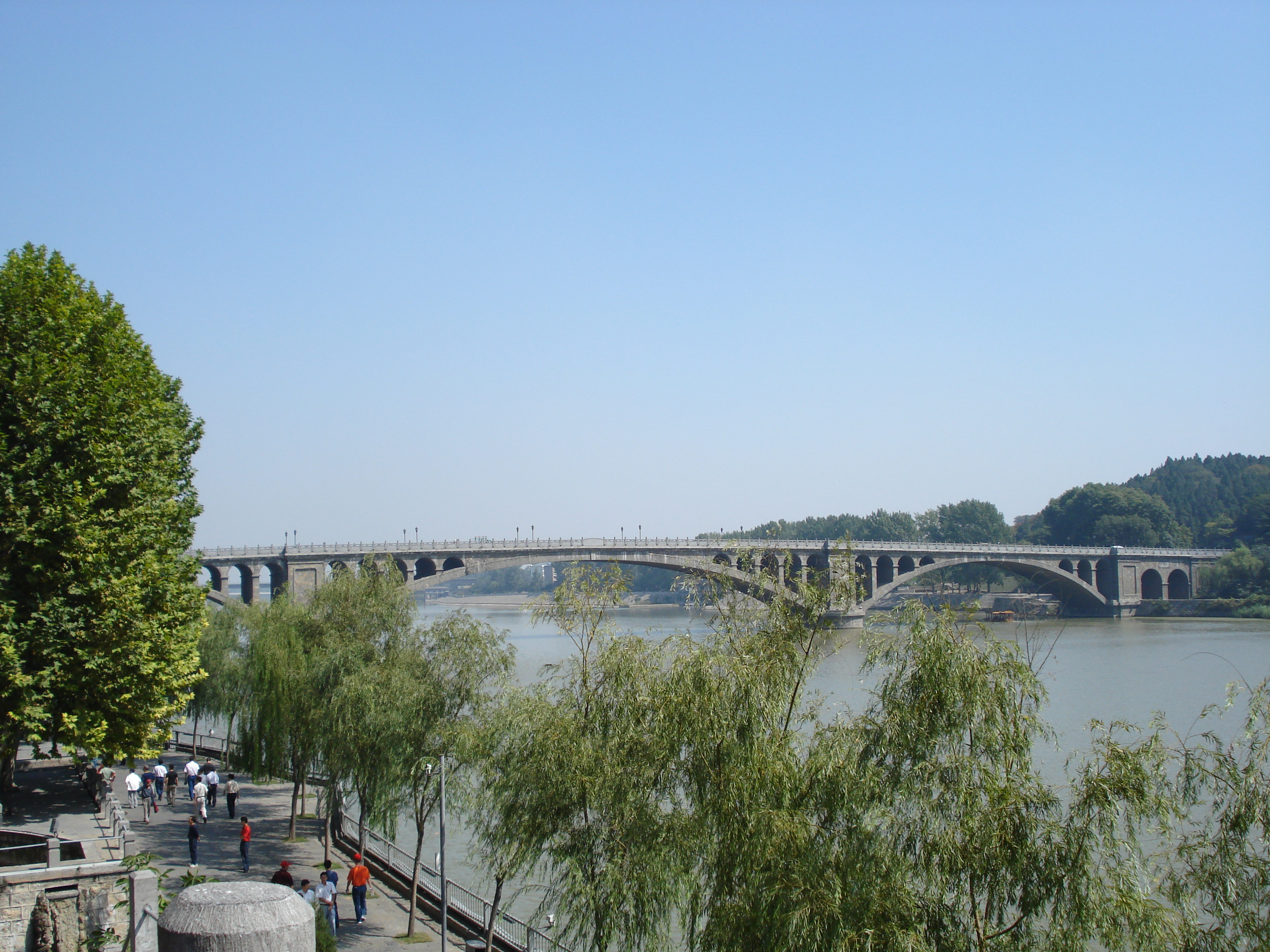
De Manshui brug over de rivier de Yi